# Immunisatie (financieel)
Immunisatie is een beleggingsmethode waarbij met name bij obligatieportefeuilles wordt geprobeerd het rendement van een portefeuille ongevoelig te maken voor renteschommelingen. Eventuele lagere (of hogere) rente-inkomsten die ontstaan omdat de rente daalt of stijgt, worden opgevangen in de vermogenssfeer met hogere of lagere koersen. Op deze manier ontstaat er meer zekerheid over het totale beleggingsresultaat. 